# 담양군·곡성군·구례군
담양군·곡성군·구례군은 대한민국의 옛 국회의원 선거구이다. 당시 전라남도 담양군, 곡성군, 구례군 지역을 관할했다.

## 역사
제18대 국회의원 선거를 앞두고 선거구 조정이 일어나면서 신설되었다.
제19대 국회의원 선거를 앞두고 담양군은 담양군·함평군·영광군·장성군 선거구로, 곡성군은 순천시·곡성군 선거구로, 구례군은 광양시·구례군 선거구로 각각 분리되면서 폐지되었다.

## 역대 국회의원
| 선거   | 정당 | 정당       | 의원   |
| ------ | ---- | ---------- | ------ |
| 2008년 |      | 통합민주당 | 김효석 |

## 역대 선거 결과

### 대한민국 제18대 국회의원 선거
|  | 76.82% |

|  | 12.79% |

|  | 10.37% |